# Congrégation quittant l'Église réformée de Nuenen
Congrégation quittant l'Église réformée de Nuenen (en néerlandais : Het uitgaan van de hervormde kerk te Nuenen) est une peinture de Vincent van Gogh, créée au début de 1884 et révisée à la fin de 1885. Elle est exposée au musée Van-Gogh à Amsterdam.

## Description
L'œuvre a été réalisée à Nuenen, un petit village du Brabant-Septentrional aux Pays-Bas, situé à quelques kilomètres au nord-est d'Eindhoven. En 1882, le père de Van Gogh est devenu pasteur de l'Église réformée néerlandaise à Nuenen, où Van Gogh a vécu avec ses parents au presbytère de décembre 1883 à mai 1885. Pendant cette période, il a peint plusieurs tableaux représentant les paysans locaux, dont Les Mangeurs de pommes de terre, ainsi que des représentations de l'église.
Cette peinture à l'huile sur toile mesure 41,5 par 32 centimètres et a été créée en janvier ou février 1884. Elle représente la petite église du père de l'artiste, entourée de haies et d'arbres dénudés. Van Gogh a conçu cette œuvre pour sa mère, alors convalescente à la suite d'une fracture de la jambe. S'inspirant d'un croquis antérieur, la peinture comportait initialement un paysan avec une pelle au premier plan, mais ce dernier a été effacé plus tard, probablement à la fin de l'année 1885, lorsque Van Gogh a ajouté la congrégation et des feuilles aux arbres. Les membres de la congrégation sont vêtus de noir : le décès de son père en mars 1885 a pu inciter le peintre à inclure la femme en deuil et les membres de la congrégation en hommage à sa mère.
L'œuvre est cataloguée sous la référence  « F25 » dans le recueil de Jacob Baart de la Faille, The Works of Vincent van Gogh, publié en 1928, et sous la référence  « JH521 » dans le catalogue de Jan Hulsker, The Complete Van Gogh, publié en 1978.

## Vol et restitution
Le tableau est volé le 7 décembre 2002, en même temps qu'un autre tableau de l'artiste. Restée introuvable pendant plus de 13 ans, elle a été récupérée en janvier 2016 par la garde des finances italienne à Castellammare di Stabia, près de Naples, sans son cadre d'origine. L'annonce de sa récupération n'a été faite qu'en septembre 2016. Elle a ensuite été restituée au musée et réexposée en mars 2017.